# Cot Sutui
Cot Sutui är ett berg i Indonesien.   Det ligger i provinsen Aceh, i den västra delen av landet, 1 700 km nordväst om huvudstaden Jakarta. Toppen på Cot Sutui är 637 meter över havet, eller 247 meter över den omgivande terrängen. Bredden vid basen är 4,5 km.
Terrängen runt Cot Sutui är varierad.Runt Cot Sutui är det glesbefolkat, med 9 invånare per kvadratkilometer. I omgivningarna runt Cot Sutui växer i huvudsak städsegrön lövskog.